# Pallacanestro Reggiana 2018-2019
Questa voce raccoglie le informazioni riguardanti la Pallacanestro Reggiana nelle competizioni ufficiali della stagione 2018-2019.

## Stagione
La stagione 2018-2019 della Pallacanestro Reggiana sponsorizzata Grissin Bon, è la 21ª nel massimo campionato italiano di pallacanestro, la Serie A.
All'inizio della nuova stagione la Lega Basket decise di modificare il regolamento riguardo al numero di giocatori stranieri da schierare contemporaneamente in campo. Si decise così di confermare la scelta della formula con 5 giocatori stranieri senza vincoli. Tuttavia a marzo venne cambiata scelta, decidendo di passare alla formula con 6 giocatori stranieri sempre senza vincoli.

## Roster
Aggiornato al 30 luglio 2018.
| Grissin Bon Reggio Emilia 2018-19 | Grissin Bon Reggio Emilia 2018-19 |
| Giocatori                         | Staff tecnico                     |
| --------------------------------- | --------------------------------- |

| N. | Naz.                                        | Ruolo | Nome                | Anno | Alt.   | Peso   |  |
| -- | ------------------------------------------- | ----- | ------------------- | ---- | ------ | ------ |  |
| 4  | Italia (bandiera)                           | PG    | Federico Mussini    | 1996 | 185 cm | 73 kg  |  |
| 5  | Stati Uniti (bandiera)                      | G     | Ricky Ledo          | 1992 | 201 cm | 88 kg  |  |
| 5  | Stati Uniti (bandiera)                      | G     | Bryon Allen         | 1992 | 193 cm | 90 kg  |  |
| 6  | Senegal (bandiera) · Italia (bandiera)      | AC    | Mouhamet Diouf      | 2001 | 204 cm | 105 kg |  |
| 6  | Stati Uniti (bandiera) · Georgia (bandiera) | PG    | Michael Dixon       | 1990 | 186 cm | 91 kg  |  |
| 7  | Italia (bandiera)                           | P     | Leonardo Candi      | 1997 | 190 cm | 81 kg  |  |
| 8  | Stati Uniti (bandiera)                      | G     | K.C. Rivers         | 1987 | 195 cm | 92 kg  |  |
| 8  | Stati Uniti (bandiera)                      | G     | Patrick Richard     | 1990 | 196 cm | 94 kg  |  |
| 9  | Spagna (bandiera)                           | AC    | Pablo Aguilar       | 1989 | 205 cm | 106 kg |  |
| 10 | Italia (bandiera)                           | AG    | Raphael Gaspardo    | 1993 | 207 cm | 100 kg |  |
| 11 | Italia (bandiera)                           | C     | Alessandro Vigori   | 1999 | 210 cm | 101 kg |  |
| 12 | Stati Uniti (bandiera)                      | G     | Spencer Butterfield | 1992 | 191 cm | 93 kg  |  |
| 12 | Francia (bandiera)                          | AC    | Darel Poirier       | 1997 | 208 cm | 106 kg |  |
| 13 | Nigeria (bandiera)                          | C     | Chinemelu Elonu     | 1987 | 208 cm | 107 kg |  |
| 13 | Stati Uniti (bandiera)                      | PG    | Darius Johnson-Odom | 1989 | 187 cm | 98 kg  |  |
| 14 | Italia (bandiera)                           | C     | Riccardo Cervi (C)  | 1991 | 214 cm | 115 kg |  |
| 15 | Italia (bandiera)                           | P     | Jacopo Soviero      | 2001 | 190 cm | 80 kg  |  |
| 16 | Austria (bandiera)                          | C     | Benjamin Ortner     | 1983 | 206 cm | 103 kg |  |
| 17 | Stati Uniti (bandiera)                      | A     | Eric Griffin        | 1990 | 203 cm | 95 kg  |  |
| 18 | Spagna (bandiera)                           | P     | Pedro Llompart      | 1982 | 187 cm | 84 kg  |  |
| 19 | Italia (bandiera)                           | AG    | Niccolò De Vico     | 1994 | 200 cm | 93 kg  |  |
|    | Italia (bandiera)                           | P     | Francesco Bertolini | 2001 | 180 cm |        |  |
|    | Italia (bandiera)                           | PG    | Alessandro Cipolla  | 2000 | 192 cm | 90 kg  |  |
|    | Italia (bandiera)                           | A     | Nicolò Dellosto     | 2000 | 196 cm | 95 kg  |  |
|    | Italia (bandiera)                           | P     | Carlo Porfilio      | 2001 | 194 cm |        |  |

| Allenatore                                                                                      |
| - Devis Cagnardi (fino al 4 febbraio) - Stefano Pillastrini (dal 5 febbraio)                    |
| Assistente/i                                                                                    |
| - Giuseppe Di Paolo - Federico Fucà Legenda - (C) Capitano - (IN) Inattivo - Infortunato Roster |

## Mercato

### Sessione estiva
| Acquisti | Acquisti            | Acquisti        | Acquisti      | Acquisti |
| R.a      | Nome                | da              | Modalità      |          |
| -------- | ------------------- | --------------- | ------------- | -------- |
| ALL      | Giuseppe Di Paolo   | Pall. Cantù     | definitivo    |          |
| AG       | Raphael Gaspardo    | Pistoia Basket  | definitivo    |          |
| PG       | Federico Mussini    | Pall. Trieste   | fine prestito |          |
| G        | Ricky Ledo          | Vaq. de Bayamón | definitivo    |          |
| A        | Eric Griffin        | Hapoel Eilat    | definitivo    |          |
| G        | Spencer Butterfield | Alba Berlino    | definitivo    |          |
| C        | Chinemelu Elonu     | Cap. de Arecibo | definitivo    |          |

| Cessioni | Cessioni               | Cessioni            | Cessioni       | Cessioni |
| R.       | Nome                   | a                   | Modalità       |          |
| -------- | ---------------------- | ------------------- | -------------- | -------- |
| ALL      | Massimiliano Menetti   | Universo Treviso    | fine contratto |          |
| G        | Amedeo Della Valle     | Olimpia Milano      | rescissione    |          |
| C        | Jalen Reynolds         | Barcellona          | fine contratto |          |
| PG       | Federico Bonacini      | N.P.C. Rieti        | prestito       |          |
| A        | James White            | Benedetto XIV Cento | fine contratto |          |
| P        | Chris Wright           | Pall. Trieste       | fine contratto |          |
| GA       | Manuchar Mark'oishvili | Free agent          | fine contratto |          |

### Dopo l'inizio della stagione
| Acquisti | Acquisti               | Acquisti         | Acquisti         | Acquisti   |
| R.       | Nome                   | da               | Data             | Modalità   |
| -------- | ---------------------- | ---------------- | ---------------- | ---------- |
| AG       | Pablo Aguilar Bermúdez | Cedevita Junior  | 10 novembre 2018 | definitivo |
| C        | Benjamin Ortner        | Free agent       | 13 novembre 2018 | definitivo |
| G        | K.C. Rivers            | Free agent       | 7 dicembre 2018  | definitivo |
| G        | Bryon Allen            | Brescia          | 20 dicembre 2018 | definitivo |
| ALL      | Stefano Pillastrini    | Free agent       | 5 febbraio 2019  | definitivo |
| PG       | Michael Dixon          | Bnei Herzliya    | 13 febbraio 2019 | definitivo |
| G        | Patrick Richard        | N.Z. Breakers    | 21 febbraio 2019 | definitivo |
| PG       | Darius Johnson-Odom    | Iowa Wolves      | 25 marzo 2019    | definitivo |
| AC       | Darel Poirier          | Capital C. Go-Go | 25 marzo 2019    | definitivo |

| Cessioni | Cessioni            | Cessioni     | Cessioni         | Cessioni                |
| R.       | Nome                | a            | Data             | Modalità                |
| -------- | ------------------- | ------------ | ---------------- | ----------------------- |
| G        | Ricky Ledo          | Free agent   | 29 novembre 2018 | risoluzione consensuale |
| G        | Spencer Butterfield | Free agent   | 4 dicembre 2018  | risoluzione consensuale |
| A        | Eric Griffin        | Free agent   | 13 dicembre 2018 | risoluzione consensuale |
| C        | Chinemelu Elonu     | Free agent   | 14 gennaio 2019  | risoluzione consensuale |
| G        | K.C. Rivers         | Stella Rossa | 11 febbraio 2019 | rescissione             |